# Ambassade du Canada aux Pays-Bas
L'ambassade du Canada aux Pays-Bas est la représentation diplomatique du Canada aux Pays-Bas. Ses bureaux sont situés au Sophialaan 7 à La Haye.

## Mission
Cette ambassade est responsable des relations entre le Canada et les Pays-Bas et offre des services aux Canadiens en sol néerlandais.

## Histoire
Les relations diplomatiques entre le Canada et les Pays-Bas sont établies le 3 janvier 1939. La légation canadienne est installée à La Haye le mois suivant.

## Ambassadeurs
Cette représentation diplomatique canadienne est dirigée par un chef de mission qui porte le titre d'ambassadeur extraordinaire et plénipotentiaire.
| #    | Nom                         | Titre         | Nomination                     | Lettres de créance        | Fin de l'affectation     |
| ---- | --------------------------- | ------------- | ------------------------------ | ------------------------- | ------------------------ |
| 1er  | Jean Désy                   | EEMP          | 22 décembre 1938               | 24 février 1939           | 21 octobre 1940          |
| 2e   | Pierre Dupuy                | CA            | 21 octobre 1940                | -                         | 5 novembre 1942          |
| 3e   | Georges Vanier              | EEMP          | 5 novembre 1942                | -                         | 2 septembre 1944         |
| (2e) | Pierre Dupuy                | CA            | 30 décembre 1943               | -                         | 8 septembre 1944         |
| 4e   | Thomas Archibald Stone      | CA            | 8 septembre 1944               | -                         | 7 avril 1945             |
| (2e) | Pierre Dupuy                | EEMP puis AEP | 20 février 1945 3 janvier 1947 | 7 avril 1945 18 mars 1947 | 18 mars 1947 3 juin 1952 |
| 5e   | James Coningsby Langley     | CA            | 3 juin 1952                    | -                         | -                        |
| 6e   | Thomas Archibald Stone      | AEP           | 31 juillet 1952                | septembre 1952            | -                        |
| 7e   | Charles Pierre Hébert       | AEP           | 25 septembre 1958              | 18 décembre 1958          | 29 juillet 1962          |
| 8e   | William Frederick Bull      | AEP           | 6 septembre 1962               | 1er mars 1963             | 5 décembre 1968          |
| 9e   | Alfred John Pick            | AEP           | 26 février 1969                | 9 mai 1969                | 22 août 1972             |
| 10e  | Thomas Lemesurier Carter    | AEP           | 1er juin 1972                  | 7 septembre 1972          | 7 septembre 1976         |
| 11e  | Saul Forbes Rae             | AEP           | 5 août 1976                    | 22 octobre 1976           | 16 juillet 1979          |
| 12e  | Georges-Henri Blouin        | AEP           | 4 avril 1979                   | 6 septembre 1979          | 25 juin 1983             |
| 13e  | Lawrence Austin Hayne Smith | AEP           | 13 octobre 1983                | 14 septembre 1983         | 24 septembre 1987        |
| 14e  | Jacques Gilles Bruno Gignac | AEP           | 30 juillet 1987                | 30 septembre 1987         | 16 octobre 1992          |
| 15e  | Michael Richard Bell        | AEP           | 17 décembre 1992               | 20 janvier 1993           | 31 août 1996             |
| 16e  | Marie Bernard-Meunier       | AEP           | 19 août 1996                   | 11 septembre 1996         | -                        |
| 17e  | Serge April                 | AEP           | 17 avril 2001                  | -                         | -                        |
| 18e  | Colleen Swords              | AEP           | 2 août 2005                    | -                         | -                        |
| 19e  | James Wall                  | AEP           | 9 novembre 2006                | -                         | -                        |
| 20e  | James Lambert               | AEP           | 25 août 2010                   | -                         | -                        |
| 21e  | Sabine Nolke                | AEP           | 28 juillet 2015                | 9 septembre 2015          | septembre 2019           |
| 22e  | Lisa Helfand                | AEP           | 27 août 2019                   | 9 octobre 2019            | -                        |